# Cervonîi Pahar, Semenivka
Cervonîi Pahar (în ucraineană Червоний Пахар) este un sat în comuna Tîmonovîci din raionul Semenivka, regiunea Cernihiv, Ucraina.

## Demografie
Componența lingvistică a localității Cervonîi Pahar
     Ucraineană (53,21%)
     Rusă (46,79%)
Conform recensământului din 2001, majoritatea populației localității Cervonîi Pahar era vorbitoare de ucraineană (53,21%), existând în minoritate și vorbitori de rusă (46,79%).